# Manifest
För andra betydelser, se Manifest (olika betydelser).
Ett manifest är en skrift som utgör grunden för en ideologi, en konstnärlig stil eller någon annan typ av kulturell rörelse. Inför politiska val är det vanligt att partiernas löften inför den kommande mandatperioden publiceras i speciella valmanifest.
Ordet härstammar från latinets manifestus och används i svenska även som ett adjektiv med betydelsen "tydlig" eller "uppenbar".

## Kända manifest (urval)
- Kommunistiska manifestet (1848) - en sammanfattning av kommunismens idéer, skriven av Karl Marx och Friedrich Engels
- Futuristiska manifestet (1909) - det första futuristiska manifestet, skrivet av italienske poeten Filippo Tommaso Marinetti
- En örfil åt den offentliga smaken (1912) - ryskt futuristiskt manifest, skrivet av poeterna Burljuk, Chlebnikov, Krutjonych och Majakovskij
- Det surrealistiska manifestet (1924) - ett idémanifest för surrealismen, skrivet av dess grundare, André Breton
- Mein Kampf (1926) - nazismens manifest, skrivet av Adolf Hitler
- Russell-Einsteinmanifestet (1955) - manifest mot kärnvapen, undertecknat av 11 kända vetenskapsmän, bl.a. Bertrand Russell och Albert Einstein
- Mögelbildningsmanifestet (1958) - byggfilosofiskt manifest mot rationalism och för postmodernism, skrivet av österrikaren Friedensreich Hundertwasser
- SCUM-manifestet (1967) - amerikanskt radikalfeministiskt manifest, skrivet av Valerie Solanas